# Raquel Bonilla Herrera
Raquel Bonilla Herrera (Poza Rica, Veracruz) 17 de mayo de 1984) es una militante mexicana, miembro del Movimiento Regeneración Nacional.

## Biografía
Nació en Coatzintla, Veracruz el 17 de marzo de 1984, empezó a estudiar la carrera de derecho en la Universidad Veracruzana pero no acabando la carrera. En 2010 se unió al Sindicato Trabajadores de la Industria de la Radio y la Televisión. 

## Trayectoria política

### Primeros años
Comenzó su carrera política siendo la Secretaria de Organización del Comité Ejecutivo Municipal del Movimiento Regeneración Nacional en Poza Rica de Hidalgo de 2013 a 2015. Posteriormente fue la enlace distrital del Movimiento Regeneración Nacional en el distrito 5 de Veracruz (Coatzintla, Poza Rica de Hidalgo y Tihuatlán) de 2015 a 2018.

### Diputada federal
En 2018 se registró como candidata de la coalición Juntos Haremos Historia para diputada federal para represental al distrito 5 de Veracruz (Coatzintla, Poza Rica de Hidalgo y Tihuatlán) siendo electa con 45.22% gracias al efecto AMLO y voto en cascada, siendo el 73 mil 118 votos.
Tomo protesta el 1 de septiembre de 2018 para la LXIV legislatura, fue secretaria de la comisión de Desarrollo Metropolitano, Urbano, Ordenamiento Territorial y Movilidad e integrante de las comisiones de Energía y Turismo. Pidió licencia para separarse de su cargo el 25 de marzo de 2021 como diputada.
| Comisiones a los que perteneció                                        | Comisiones a los que perteneció | Comisiones a los que perteneció               |
| Comisión o Comité                                                      | Puesto                          | Periodo                                       |
| ---------------------------------------------------------------------- | ------------------------------- | --------------------------------------------- |
| Desarrollo Metropolitano, Urbano, Ordenamiento Territorial y Movilidad | Presidente                      | 27 de septiembre de 2018 - 8 de abril de 2018 |
| Energía                                                                | Secretario                      | 9 de octubre de 2018 - 8 de abril de 2018     |
| Turismo                                                                | Integrante                      | 9 de octubre de 2018 - 1 de abril de 2018     |